# Élections municipales de 2009 en Estrie
Les élections municipales québécoises de 2009 se déroulent le 1er novembre 2009. Elles permettent d'élire les maires et les conseillers de chacune des municipalités locales du Québec, ainsi que les préfets de quelques municipalités régionales de comté.

## Estrie

### Asbestos
| Candidats pour la mairie        | Vote  | %    |
| ------------------------------- | ----- | ---- |
| Hugues Grimard                  | 1 612 | 52,1 |
| Jean-Philippe Bachand (Sortant) | 1 482 | 47,9 |
| Taux de participation : 56,3 %  |       |      |

### Ascot Corner
| Candidats pour la mairie       | Vote | %    |
| ------------------------------ | ---- | ---- |
| Normand Galarneau              | 524  | 52,3 |
| Nathalie Bresse                | 477  | 47,7 |
| Taux de participation : 49,9 % |      |      |

Élection de Nathalie Bresse au poste de mairesse le 5 novembre 2010.
- Nécessaire en raison de la démission du maire Normand Galarneau pour exercer d'autres fonctions en octobre 2010[1].

### Audet
| Candidats pour la mairie | Vote            | %               |
| ------------------------ | --------------- | --------------- |
| André Grenier (Sortant)  | Sans opposition | Sans opposition |

### Austin
| Candidats pour la mairie       | Vote | %    |
| ------------------------------ | ---- | ---- |
| Lisette Maillé                 | 563  | 64,6 |
| Roger Nicolet (Sortant)        | 308  | 35,4 |
| Taux de participation : 60,5 % |      |      |

### Ayer's Cliff
| Candidats pour la mairie       | Vote | %    |
| ------------------------------ | ---- | ---- |
| Alec Van Zuiden                | 243  | 46,2 |
| Isabel Marcotte                | 191  | 36,3 |
| Roland A. Dupuis               | 92   | 17,5 |
| Taux de participation : 59,5 % |      |      |

### Barnston-Ouest
| Candidats pour la mairie     | Vote            | %               |
| ---------------------------- | --------------- | --------------- |
| Ghislaine Leblond (Sortante) | Sans opposition | Sans opposition |

### Bolton-Est
| Candidats pour la mairie       | Vote | %    |
| ------------------------------ | ---- | ---- |
| Royal Dupuis                   | 270  | 55,7 |
| Joan Westland Eby (Sortante)   | 215  | 44,3 |
| Taux de participation : 63,6 % |      |      |

### Bonsecours
| Candidats pour la mairie    | Vote            | %               |
| --------------------------- | --------------- | --------------- |
| Cécile Laliberté (Sortante) | Sans opposition | Sans opposition |

### Bury
| Candidats pour la mairie | Vote            | %               |
| ------------------------ | --------------- | --------------- |
| Walter Dougherty         | Sans opposition | Sans opposition |

### Chartierville
Aucun candidat à la mairie
Nomination par acclamation de Jean Bellehumeur en novembre-décembre 2009.
| Candidats pour la mairie | Vote            | %               |
| ------------------------ | --------------- | --------------- |
| Jean Bellehumeur         | Sans opposition | Sans opposition |

### Cleveland
| Candidats pour la mairie | Vote            | %               |
| ------------------------ | --------------- | --------------- |
| Pierre Grandmont         | Sans opposition | Sans opposition |

### Coaticook
| Candidats pour la mairie       | Vote  | %    |
| ------------------------------ | ----- | ---- |
| Bertrand Lamoureux (Sortant)   | 2 118 | 54,5 |
| Charles Poulin                 | 1 769 | 45,5 |
| Taux de participation : 56,7 % |       |      |

### Compton
| Candidats pour la mairie   | Vote            | %               |
| -------------------------- | --------------- | --------------- |
| Fernand Veilleux (Sortant) | Sans opposition | Sans opposition |

### Cookshire-Eaton
| Candidats pour la mairie | Vote            | %               |
| ------------------------ | --------------- | --------------- |
| Normand Potvin (Sortant) | Sans opposition | Sans opposition |

Élection partielle au poste de maire en mai 2010.
- Rendue nécessaire en raison du décès du maire Normand Potvin en mars 2010[3].

| Candidats pour la mairie    | Vote  | %     |
| --------------------------- | ----- | ----- |
| Noël Landry                 | 1 300 | 81,25 |
| Jacques Théberge            | 300   | 18,75 |
| Taux de participation : n/d |       |       |

### Courcelles
| Candidats pour la mairie | Vote            | %               |
| ------------------------ | --------------- | --------------- |
| Mario Quirion (Sortant)  | Sans opposition | Sans opposition |

### Danville
| Candidats pour la mairie       | Vote  | %    |
| ------------------------------ | ----- | ---- |
| Jacques Hemond (Sortant)       | 1 037 | 71,1 |
| Charles Noble                  | 308   | 21,1 |
| Mario Drouin                   | 113   | 7,8  |
| Taux de participation : 45,2 % |       |      |

### Dixville
| Candidats pour la mairie       | Vote | %    |
| ------------------------------ | ---- | ---- |
| Réal Ouimette (Sortant)        | 145  | 50,5 |
| Jonathan Couture               | 142  | 49,5 |
| Taux de participation : 59,8 % |      |      |

### Dudswell
| Candidats pour la mairie   | Vote            | %               |
| -------------------------- | --------------- | --------------- |
| Claude Corriveau (Sortant) | Sans opposition | Sans opposition |

Élection de Jean-Pierre Briand au poste de conseiller #4 en octobre 2010.
| Candidats conseiller #4         | Vote | %     |
| ------------------------------- | ---- | ----- |
| Jean-Pierre Briand              | 199  | 59,05 |
| Pierre Lacaille                 | 115  | 34,12 |
| Sylvain Lafond                  | 23   | 6,82  |
| Taux de participation : 23,16 % |      |       |

Nomination de Jean-Pierre Briand, conseiller #4, au poste de maire en 2013.
- Nécessaire en raison de la démission du maire Claude Corriveau en juin 2013[5].

### East Angus
| Candidats pour la mairie       | Vote | %    |
| ------------------------------ | ---- | ---- |
| Robert G. Roy                  | 868  | 61,6 |
| Jacquelin Campagna             | 541  | 38,4 |
| Taux de participation : 50,7 % |      |      |

### East Hereford
| Candidats pour la mairie     | Vote            | %               |
| ---------------------------- | --------------- | --------------- |
| Richard Belleville (Sortant) | Sans opposition | Sans opposition |

### Eastman
| Partis                         | Partis                   | Candidats pour la mairie    | Vote | %    |
| ------------------------------ | ------------------------ | --------------------------- | ---- | ---- |
|                                | Équipe Marinovich        | Gérard Marinovich (Sortant) | 487  | 47,6 |
|                                | Équipe Renouveau Eastman | Pierre Léger                | 296  | 28,9 |
|                                | Indépendant              | Maurice Séguin              | 240  | 23,5 |
| Taux de participation : 63,1 % |                          |                             |      |      |

### Frontenac
| Candidats pour la mairie      | Vote            | %               |
| ----------------------------- | --------------- | --------------- |
| Jean-Denis Cloutier (Sortant) | Sans opposition | Sans opposition |

### Hampden
| Candidats pour la mairie | Vote            | %               |
| ------------------------ | --------------- | --------------- |
| Bertrand Prévost         | Sans opposition | Sans opposition |

### Hatley (municipalité de canton)
| Candidats pour la mairie  | Vote            | %               |
| ------------------------- | --------------- | --------------- |
| Pierre A. Levac (Sortant) | Sans opposition | Sans opposition |

### Hatley (municipalité)
| Candidats pour la mairie      | Vote            | %               |
| ----------------------------- | --------------- | --------------- |
| Jacques De Léséleuc (Sortant) | Sans opposition | Sans opposition |

### Kingsbury
| Candidats pour la mairie | Vote            | %               |
| ------------------------ | --------------- | --------------- |
| Jean Dandurand (Sortant) | Sans opposition | Sans opposition |

### La Patrie
| Candidats pour la mairie       | Vote | %    |
| ------------------------------ | ---- | ---- |
| Jacques Blais (Sortant)        | 313  | 74,0 |
| Paul Olsen                     | 110  | 26,0 |
| Taux de participation : 66,1 % |      |      |

### Lac-Drolet
| Candidats pour la mairie    | Vote            | %               |
| --------------------------- | --------------- | --------------- |
| Marielle Fecteau (Sortante) | Sans opposition | Sans opposition |

### Lac-Mégantic
| Candidats pour la mairie       | Vote            | %               |
| ------------------------------ | --------------- | --------------- |
| Colette Roy-Laroche (Sortante) | Sans opposition | Sans opposition |

### Lambton
| Candidats pour la mairie       | Vote | %    |
| ------------------------------ | ---- | ---- |
| Ghislain Bolduc                | 423  | 50,8 |
| Benoit Rancourt                | 409  | 49,2 |
| Taux de participation : 58,3 % |      |      |

Élection partielle au poste de maire le 1er novembre 2012.
- Nécessaire en raison de la démission du maire Ghislain Bolduc, élu député libéral de la circonscription de Mégantic lors des élections provinciales du 4 septembre 2012. Durant la période d'intérim, Normand St-Pierre, conseiller #5, exerce les fonctions de maire à titre de pro-maire.
- Élection de Ghislain Breton, conseiller municipal depuis septembre 2011, au poste de maire[6],[7].

| Candidats pour la mairie                   | Vote            | %               |
| ------------------------------------------ | --------------- | --------------- |
| Ghislain Breton (Sortant d'un autre poste) | Sans opposition | Sans opposition |

### Lawrenceville
| Candidats pour la mairie | Vote            | %               |
| ------------------------ | --------------- | --------------- |
| Daniel Héroux (Sortant)  | Sans opposition | Sans opposition |

### Lingwick
| Candidats pour la mairie       | Vote | %    |
| ------------------------------ | ---- | ---- |
| Céline Gagné (Sortante)        | 176  | 73,9 |
| Yvon Marois                    | 62   | 26,1 |
| Taux de participation : 64,5 % |      |      |

### Magog
| Candidats pour la mairie       | Vote  | %    |
| ------------------------------ | ----- | ---- |
| Vicki May Hamm                 | 5 649 | 50,4 |
| Marc Poulin (Sortant)          | 4 668 | 41,7 |
| Alain Vanden Eynden            | 890   | 7,9  |
| Taux de participation : 55,2 % |       |      |

### Maricourt
| Candidats pour la mairie       | Vote | %    |
| ------------------------------ | ---- | ---- |
| Réjean Paquette (Sortant)      | 126  | 52,7 |
| Bertrand Proulx                | 77   | 32,2 |
| Michael Selby                  | 36   | 15,1 |
| Taux de participation : 65,2 % |      |      |

### Marston
| Candidats pour la mairie | Vote            | %               |
| ------------------------ | --------------- | --------------- |
| Jacques Martin           | Sans opposition | Sans opposition |

### Martinville
| Candidats pour la mairie | Vote            | %               |
| ------------------------ | --------------- | --------------- |
| Réjean Masson (Sortant)  | Sans opposition | Sans opposition |

### Melbourne
| Candidats pour la mairie | Vote            | %               |
| ------------------------ | --------------- | --------------- |
| James Johnston           | Sans opposition | Sans opposition |

### Milan
| Candidats pour la mairie       | Vote | %    |
| ------------------------------ | ---- | ---- |
| Claude Turcotte (Sortant)      | 92   | 66,2 |
| Michel Roy                     | 47   | 33,8 |
| Taux de participation : 53,4 % |      |      |

### Nantes
| Candidats pour la mairie       | Vote | %    |
| ------------------------------ | ---- | ---- |
| Bernard Isabel (Sortant)       | 224  | 51,5 |
| Clément Lambert                | 189  | 43,4 |
| Hugues Roy                     | 22   | 5,1  |
| Taux de participation : 41,5 % |      |      |

Élection partielle au poste de maire le 3 juin 2012.
- Nécessaire en raison de la démission du maire Bernard Isabel pour problèmes de santé. Durant la période d'intérim, André Dallaire, conseiller #5, exerce les fonctions de maire à titre de pro-maire[8].
- Élection de Sylvain Gilbert au poste de maire[9].

| Candidats pour la mairie                               | Vote | %     |
| ------------------------------------------------------ | ---- | ----- |
| Sylvain Gilbert                                        | 250  | 40,78 |
| Jean-François Hallé                                    | 187  | 30,51 |
| Lynda Bouffard                                         | 176  | 28,71 |
| Nombre de votants / d'électeurs inscrits : 614 / 1 085 |      |       |
| Taux de participation : 56,6 %                         |      |       |

### Newport
| Candidats pour la mairie       | Vote | %    |
| ------------------------------ | ---- | ---- |
| Thérèse Ménard-Théroux         | 227  | 65,8 |
| Claude Lecomte (Sortant)       | 118  | 34,2 |
| Taux de participation : 51,4 % |      |      |

### North Hatley
| Candidats pour la mairie | Vote            | %               |
| ------------------------ | --------------- | --------------- |
| Michael Page             | Sans opposition | Sans opposition |

### Notre-Dame-des-Bois
| Candidats pour la mairie       | Vote | %    |
| ------------------------------ | ---- | ---- |
| Jean-Louis Gobeil (Sortant)    | 310  | 55,0 |
| Jean-Denis Turgeon             | 254  | 45,0 |
| Taux de participation : 63,9 % |      |      |

### Ogden
| Candidats pour la mairie | Vote            | %               |
| ------------------------ | --------------- | --------------- |
| Joe Stairs               | Sans opposition | Sans opposition |

- Nomination de Lise Giroux Routhier au poste de mairesse[Quand ?].

### Orford
| Partis                         | Partis                           | Candidats pour la mairie | Vote | %    |
| ------------------------------ | -------------------------------- | ------------------------ | ---- | ---- |
|                                | Orford Ensemble / Équipe Bastien | Pierre Bastien           | 735  | 40,8 |
|                                | Indépendant                      | Pierre Frappier          | 509  | 28,3 |
|                                | Équipe Rodier                    | Pierre Rodier (Sortant)  | 434  | 24,1 |
|                                | Indépendant                      | Robert Dezainde          | 122  | 6,8  |
| Taux de participation : 56,8 % |                                  |                          |      |      |

### Piopolis
| Candidats pour la mairie | Vote            | %               |
| ------------------------ | --------------- | --------------- |
| André St-Marseille       | Sans opposition | Sans opposition |

### Potton
| Candidats pour la mairie       | Vote | %    |
| ------------------------------ | ---- | ---- |
| Jacques Marcoux                | 746  | 69,9 |
| Louis Veillon                  | 250  | 23,4 |
| Damien Pouliot                 | 71   | 6,7  |
| Taux de participation : 61,5 % |      |      |

### Racine
| Candidats pour la mairie       | Vote | %    |
| ------------------------------ | ---- | ---- |
| René Pelletier (Sortant)       | 420  | 59,4 |
| Louise Demers                  | 287  | 40,6 |
| Taux de participation : 61,3 % |      |      |

### Richmond
| Candidats pour la mairie    | Vote            | %               |
| --------------------------- | --------------- | --------------- |
| Marc-André Martel (Sortant) | Sans opposition | Sans opposition |

### Saint-Adrien
| Candidats pour la mairie  | Vote            | %               |
| ------------------------- | --------------- | --------------- |
| Pierre Therrien (Sortant) | Sans opposition | Sans opposition |

### Saint-Augustin-de-Woburn
| Candidats pour la mairie | Vote            | %               |
| ------------------------ | --------------- | --------------- |
| Steve Charrier (Sortant) | Sans opposition | Sans opposition |

### Saint-Camille
| Candidats pour la mairie       | Vote | %    |
| ------------------------------ | ---- | ---- |
| Benoit Bourassa                | 167  | 53,2 |
| Denis St-Onge                  | 116  | 36,9 |
| Marcel Sioui Desjardins        | 31   | 9,9  |
| Taux de participation : 78,5 % |      |      |

### Saint-Claude
| Candidats pour la mairie   | Vote            | %               |
| -------------------------- | --------------- | --------------- |
| Hervé Provencher (Sortant) | Sans opposition | Sans opposition |

### Saint-Denis-de-Brompton
| Candidats pour la mairie       | Vote  | %    |
| ------------------------------ | ----- | ---- |
| Claude Boucher                 | 1 080 | 60,2 |
| Mike Doyle (Sortant)           | 715   | 39,8 |
| Taux de participation : 67,1 % |       |      |

### Saint-Étienne-de-Bolton
| Candidats pour la mairie       | Vote | %    |
| ------------------------------ | ---- | ---- |
| Pierre Patry                   | 192  | 53,5 |
| Harry Bird                     | 130  | 36,2 |
| Jocelyne Perreault             | 37   | 10,3 |
| Taux de participation : 63,2 % |      |      |

### Saint-François-Xavier-de-Brompton
| Candidats pour la mairie       | Vote | %    |
| ------------------------------ | ---- | ---- |
| Claude Sylvain                 | 696  | 60,1 |
| Daniel Morin (Sortant)         | 462  | 39,9 |
| Taux de participation : 70,5 % |      |      |

### Saint-Georges-de-Windsor
| Candidats pour la mairie | Vote            | %               |
| ------------------------ | --------------- | --------------- |
| René Perreault (Sortant) | Sans opposition | Sans opposition |

### Saint-Herménégilde
| Candidats pour la mairie  | Vote            | %               |
| ------------------------- | --------------- | --------------- |
| Lucie Tremblay (Sortante) | Sans opposition | Sans opposition |

### Saint-Isidore-de-Clifton
| Candidats pour la mairie | Vote            | %               |
| ------------------------ | --------------- | --------------- |
| André Perron (Sortant)   | Sans opposition | Sans opposition |

### Saint-Joseph-de-Ham-Sud
| Candidats pour la mairie       | Vote | %    |
| ------------------------------ | ---- | ---- |
| Langevin Gagnon (Sortant)      | 118  | 52,9 |
| Renald Boisvert                | 105  | 47,1 |
| Taux de participation : 85,6 % |      |      |

### Saint-Ludger
| Candidats pour la mairie       | Vote | %    |
| ------------------------------ | ---- | ---- |
| Diane Roy                      | 384  | 74,0 |
| Yves Nadeau (Sortant)          | 135  | 26,0 |
| Taux de participation : 56,2 % |      |      |

### Saint-Malo
| Candidats pour la mairie | Vote            | %               |
| ------------------------ | --------------- | --------------- |
| Jacques Madore (Sortant) | Sans opposition | Sans opposition |

### Saint-Robert-Bellarmin
| Candidats pour la mairie       | Vote | %    |
| ------------------------------ | ---- | ---- |
| Jeannot Lachance               | 333  | 68,5 |
| Michel Poulin (Sortant)        | 153  | 31,5 |
| Taux de participation : 84,7 % |      |      |

### Saint-Romain
| Candidats pour la mairie   | Vote            | %               |
| -------------------------- | --------------- | --------------- |
| Jean-Luc Fillion (Sortant) | Sans opposition | Sans opposition |

### Saint-Sébastien
| Candidats pour la mairie       | Vote | %    |
| ------------------------------ | ---- | ---- |
| Marie Douce Morin              | 249  | 59,3 |
| Marcel Proteau (Sortant)       | 171  | 40,7 |
| Taux de participation : 67,6 % |      |      |

### Saint-Venant-de-Paquette
| Candidats pour la mairie | Vote            | %               |
| ------------------------ | --------------- | --------------- |
| Henri Pariseau (Sortant) | Sans opposition | Sans opposition |

### Sainte-Anne-de-la-Rochelle
| Candidats pour la mairie    | Vote            | %               |
| --------------------------- | --------------- | --------------- |
| J. André Bourassa (Sortant) | Sans opposition | Sans opposition |

### Sainte-Catherine-de-Hatley
| Candidats pour la mairie | Vote            | %               |
| ------------------------ | --------------- | --------------- |
| Jacques Demers (Sortant) | Sans opposition | Sans opposition |

### Sainte-Cécile-de-Whitton
| Candidats pour la mairie       | Vote | %    |
| ------------------------------ | ---- | ---- |
| Diane Turgeon                  | 378  | 81,8 |
| Maurice Guay (Sortant)         | 84   | 18,2 |
| Taux de participation : 63,6 % |      |      |

### Sherbrooke
| Partis                         | Partis                 | Candidats pour la mairie | Vote   | %    |
| ------------------------------ | ---------------------- | ------------------------ | ------ | ---- |
|                                | Renouveau sherbrookois | Bernard Sévigny          | 17 173 | 34,4 |
|                                | Indépendant            | Hélène Gravel            | 17 051 | 34,2 |
|                                | Indépendant            | François Godbout         | 14 190 | 28,4 |
|                                | Indépendant            | Moustapha Saboun         | 882    | 1,8  |
|                                | Indépendant            | Denis Pellerin           | 596    | 1,2  |
| Taux de participation : 44,6 % |                        |                          |        |      |

### Stanstead (canton)
| Candidats pour la mairie       | Vote | %    |
| ------------------------------ | ---- | ---- |
| Eric Evans                     | 280  | 52,6 |
| Stéphane Pouliot               | 252  | 47,4 |
| Taux de participation : 52,0 % |      |      |

### Stanstead (ville)
| Candidats pour la mairie       | Vote | %    |
| ------------------------------ | ---- | ---- |
| Philippe Dutil                 | 631  | 57,0 |
| Monique Pépin                  | 168  | 15,2 |
| Raymond Yates (Sortant)        | 157  | 14,2 |
| Armin Ruf                      | 151  | 13,6 |
| Taux de participation : 51,4 % |      |      |

### Stanstead-Est
| Candidats pour la mairie | Vote            | %               |
| ------------------------ | --------------- | --------------- |
| Guy Lefebvre (Sortant)   | Sans opposition | Sans opposition |

### Stoke
| Candidats pour la mairie       | Vote | %    |
| ------------------------------ | ---- | ---- |
| Luc Cayer                      | 698  | 58,9 |
| Réjean Cazes                   | 488  | 41,1 |
| Taux de participation : 57,9 % |      |      |

### Stornoway
| Candidats pour la mairie       | Vote | %    |
| ------------------------------ | ---- | ---- |
| Pierre-André Gagné (Sortant)   | 217  | 61,6 |
| Micheline Charrier             | 135  | 38,4 |
| Taux de participation : 71,3 % |      |      |

### Stratford
| Partis                         | Partis                     | Candidats pour la mairie | Vote | %    |
| ------------------------------ | -------------------------- | ------------------------ | ---- | ---- |
|                                | Équipe Équité Transparence | Jacques Fontaine         | 439  | 57,9 |
|                                | Indépendant                | Réal Boisvert            | 245  | 32,3 |
|                                | Indépendant                | Fernand Tardif           | 75   | 9,9  |
| Taux de participation : 62,9 % |                            |                          |      |      |

### Stukely-Sud
| Candidats pour la mairie | Vote            | %               |
| ------------------------ | --------------- | --------------- |
| Gérald Allaire (Sortant) | Sans opposition | Sans opposition |

### Val-Racine
| Candidats pour la mairie  | Vote            | %               |
| ------------------------- | --------------- | --------------- |
| Sonia Cloutier (Sortante) | Sans opposition | Sans opposition |

### Valcourt (municipalité de canton)
| Candidats pour la mairie    | Vote            | %               |
| --------------------------- | --------------- | --------------- |
| Patrice Desmarais (Sortant) | Sans opposition | Sans opposition |

### Valcourt (ville)
| Candidats pour la mairie | Vote            | %               |
| ------------------------ | --------------- | --------------- |
| Laurian Gagné (Sortant)  | Sans opposition | Sans opposition |

### Waterville
| Candidats pour la mairie | Vote            | %               |
| ------------------------ | --------------- | --------------- |
| Gladys Bruun             | Sans opposition | Sans opposition |

### Weedon
| Candidats pour la mairie       | Vote | %    |
| ------------------------------ | ---- | ---- |
| Jean-Claude Dumas (Sortant)    | 654  | 69,1 |
| Gilles Bessette                | 293  | 30,9 |
| Taux de participation : 41,7 % |      |      |

### Westbury
| Candidats pour la mairie       | Vote | %    |
| ------------------------------ | ---- | ---- |
| Kenneth Coates (Sortant)       | 331  | 75,4 |
| Cécile Tellier Roy             | 108  | 24,6 |
| Taux de participation : 53,6 % |      |      |

### Windsor
| Candidats pour la mairie | Vote            | %               |
| ------------------------ | --------------- | --------------- |
| Sylvie Bureau            | Sans opposition | Sans opposition |

### Wotton
| Candidats pour la mairie  | Vote            | %               |
| ------------------------- | --------------- | --------------- |
| Ghislain Drouin (Sortant) | Sans opposition | Sans opposition |